# Coelopisthia lankana
Coelopisthia lankana is een vliesvleugelig insect uit de familie Pteromalidae. De wetenschappelijke naam is voor het eerst geldig gepubliceerd in 2006 door Sureshan.